# Anton-Günther d'Oldenbourg
Titre
Prétendant au trône d’Oldenbourg
3 avril 1970 – 20 septembre 2014
Antoine-Gonthier, duc d’Oldenbourg (en allemand, Anton Günther Herzog von Oldenburg), né le 16 janvier 1923 à Lensahn, en Allemagne et mort le 20 septembre 2014 à Harmsdorf, est, de 1970 à 2014, le chef de la maison grand-ducale d’Oldenbourg, la maison de Holstein-Gottorp-Oldenbourg.

## Famille
Le duc Antoine-Gonthier est le premier fils de Nicolas, grand-duc héréditaire d’Oldenbourg (1897-1970) et de sa première épouse la princesse Hélène de Waldeck-Pyrmont (1899-1948). Ainsi, par son père, il est le petit-fils d’Auguste II (1852-1931), dernier grand-duc d’Oldenbourg, quand, par sa mère, il descend du dernier prince de Waldeck et Pyrmont, Frédéric (1865-1946).

## Mariage et descendance
À Kreuzwertheim, le 7 avril 1951, le duc Antoine-Gonthier d’Oldenbourg épouse la princesse Amélie de Löwenstein-Wertheim-Freudenberg (en) (1923-2016), avec qui il a deux enfants :
- la duchesse Hélène d’Oldenbourg (née le 3 août 1953 (71 ans) à Rastede, en Allemagne de l'Ouest), sans alliance ;
- le duc Christian d'Oldenbourg (né le 1er février 1955 (70 ans) à Rastede, en Allemagne de l'Ouest), qui épouse en 1987 la comtesse Caroline zu Rantzau (de) (1962), d’où quatre enfants :
  - le duc Alexander d’Oldenbourg (1990) ;
  - le duc Philipp d’Oldenbourg (1991) ;
  - le duc Anton Friedrich d’Oldenbourg (1993) ;
  - la duchesse Katharina d’Oldenbourg (1997), qui épouse en 2024 le comte Clemens Moy de Sons (1985).

## Titulature
- 16 janvier 1923 — 24 février 1931 : Son Altesse le duc Anton-Günther d’Oldenbourg
- 24 février 1931 — 3 avril 1970 : Son Altesse royale le duc Anton-Günther d’Oldenbourg
- 3 avril 1970 - 20 septembre 2014 : Son Altesse royale Anton-Günther, duc d’Oldenbourg

## Ancêtres
Antoine-Gonthier, duc d’Oldenbourg appartient à la seconde lignée issue de la première branche de la maison de Holstein-Gottorp-Oldenbourg. Ces deux lignées sont issues de la première branche de la maison d’Oldenbourg.